# Лаут
Вижте пояснителната страница за други значения на Лаут.
Лаут (на английски: County Louth, Каунти Лаут; на ирландски: Contae Lú) е едно от 26-те графства на Ирландия. Намира се в провинция Ленстър. Граничи с графствата Мийт и Монахан. На север граничи със Северна Ирландия, а на изток с Ирландско море. Има площ 820 km². Население 110 894 жители към 2006 г. Главен град на графството е Дъндолк. Градовете в графството са Арди, Дроида, Дъндолк, Дънлиър и Грийнор. Двата най-големи града са Дъндолк и Дроида.